# Kekulové ze Stradonic

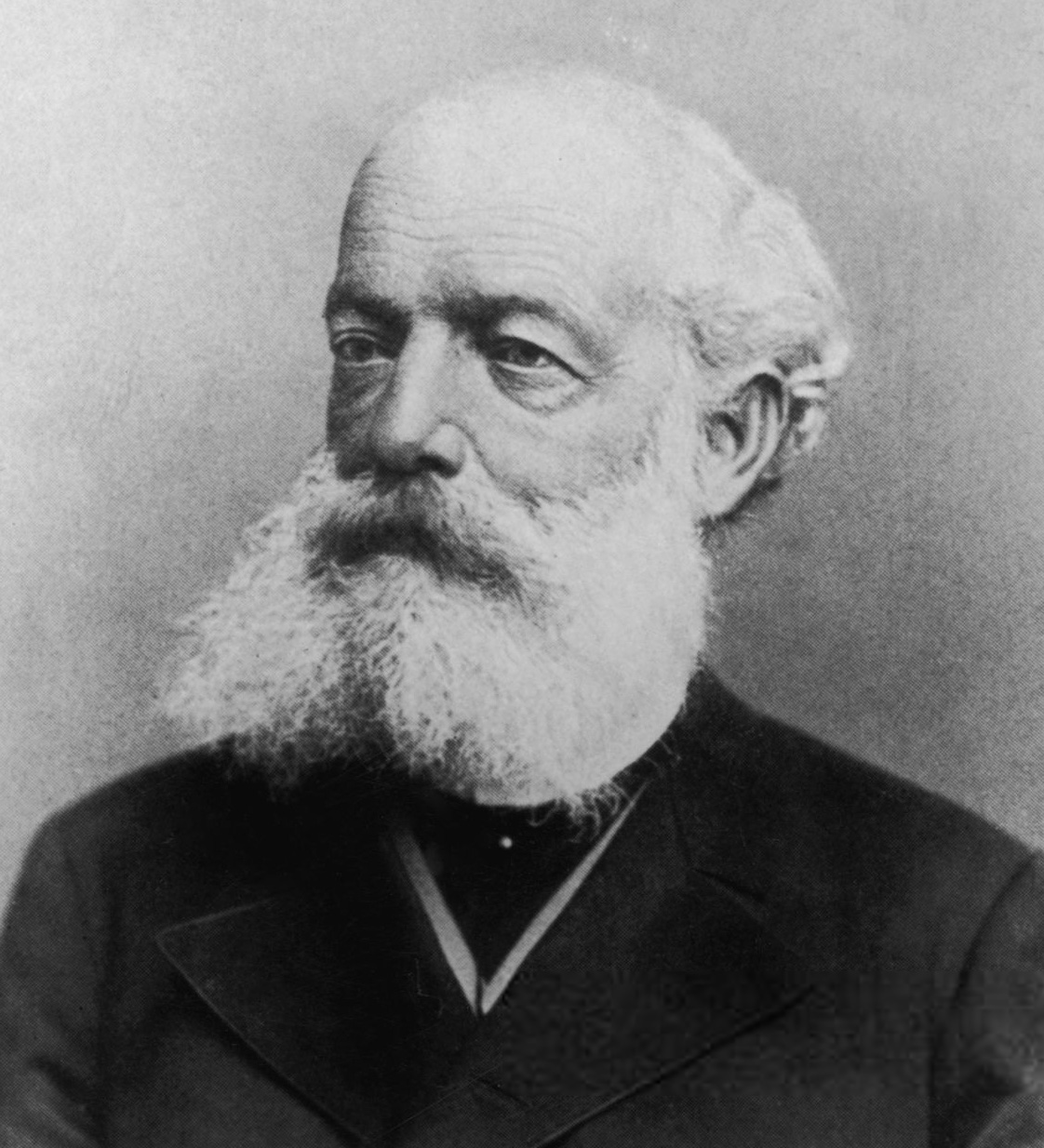
Friedrich August Kekulé

Kekulové ze Stradonic je český vladycký rod pocházející ze vsi Stradonice severně od Slaného.

## Historie
Okolo roku 1376 se objevují zmínky o Janovi ze Stradonic, o pár let později je uváděn Petr. V průběhu staletí se rod rozdělil do několika větví. Václav z pravonínské linie držel na začátku 16. století Martiněves, jeho syn koupil Frymburk. Císař Matyáš jim udělil erb a právo psát se Kekulové ze Žirovic. Záhy poté tato větev mizí a s ní i další dvě. Příbramský hejtman Jan pocházel z všerubské linie. Jeho synovi Vilému Divišovi po Bílé hoře zkonfiskovali majetek.
V té době se rod rozdělili na dvě další větve: českou a německou. Česká vlastnila mimo jiné Pravonín a vymřela v 18. století. Příslušník německé linie, Ludvík Karel se v 18. století stal vrchním válečným radou v Darmstadtu.
Nejslavnějším člen rodu se stal Friedrich August Kekule von Stradonitz (1829–1896), jako profesor chemie vyučoval na univerzitách v Bonnu, Heidelbergu a Gentu. V Bonnu sepsal práce o mocenství prvků. Roku 1865 navrhl strukturní vzorec benzenu, spoluvytvořil teorii chemické struktury. V roce 1895 jej rakouská vláda uznala jako pravého potomka rodu, tudíž se mohl psát Kekulé von Stradonitz.

## Erb
Na červeném podkladu se nachází stříbrné znamení ve formě tří háků tzv. hříče.

## Příbuzenstvo
Spojili se s pány z Říčan, Janovskými ze Soutic, Sekerky ze Sedčic či Haugvici.